# Toad (groupe)
Toad est un groupe de rock suisse, originaire de Bâle. Leurs chansons les plus connues sont leurs reprises de Purple Haze de Jimi Hendrix, et I Saw Her Standing There des Beatles, ainsi que leurs chansons originales Usin' My Life et Stay!. Leurs deux premiers albums sont mixés par Martin Birch. Bien que le groupe n'a pas eu de succès commercial en dehors de son propre pays, il était célèbre pour les prestances scéniques de ses musiciens. 

## Biographie
Ils commencent à écrire et enregistrer leur premier album fin 1970, et en 1971, ils sortent leur album éponyme. Toad publie aussi le single Stay!, qui leur permet de se classer en Suisse. L'album est mixé par le producteur britannique Martin Birch (qui a aussi produit pour Deep Purple, Iron Maiden et Black Sabbath). L'album fait participer Benjamin « Beni » Jaegerau au chant, qui quittera le groupe une fois l'album terminé. En 1971, Toad joue au Festival de Jazz de Montreux et est enregistré en direct par la télévision suisse romande, mais les images sont perdues et à ce jour, il semble y avoir aucune copie. 
En 1972, le groupe sort le second album, comme leur premier album, il est conçu par le producteur de disques britannique Martin Birch. La même année, le groupe enregistre l'album Open Fire : Live in Basel 1972, qui comprend des reprises de Jimi Hendrix, Red House. Ils attendent jusqu'en 1974 pour sortir leur troisième album. Ils enregistrent un album live à Nyon en 1978 et un album studio sort au début des années 1990 avec des versions différentes de la bande. Vers 1979 et 1988, le bassiste Werner Fröhlich quitte le groupe et est remplacé par Kelvin Bullen ; ce dernier se fait lui-même remplacer par André Buser qui restera dans le groupe jusqu'à sa séparation. En 1986, Toad participe au St. Gallen Open Air Festival de St. Gallen, en Suisse. En 1993, Toad publie l'album Stop this Crime. Ensuite, le batteur Cosimo Lampis quitte le groupe et est remplacé par Claudio Salsi jusqu'à la fin du groupe. En 1994, Toad joue un concert à Brienz, Suisse.
En 1995, Toad se sépare. Après cette séparation, l'album Hate to Hate est publié. Le groupe n'obtiendra pas le succès hors de son pays natal, mais influencera significativement la scène heavy metal suisse dans les années 1980, et des groupes comme Krokus et Celtic Frost.

## Discographie

### Albums studio
- 1971 - Toad
- 1972 - Tomorrow Blue
- 1974 - Dreams
- 1993 - Stop this Crime
- 1995 - Hate to Hate
- 2003 - B.U.F.O (Blues United Fighting Organization)
- 2004 - Behind the Wheels

### Albums live
- 1973 - Open Fire: Live in Basel 1972
- 1978 - Yearnin' Learnin': Live 1978 (enregistré à Nyon)
- 1994 - The Real Thing (enregistré à Brienz)
- 2005 - Live at St. Joseph (Basel) 22.04.1972 (St. Joseph)

### Compilations
- 1978 - The Best of Toad
- 1979 - Tomorrow Blue
- 1992 - Rarities
- 1999 - Toad Trilogy
- 2003 - Toad Box

### Singles
- 1971 - Stay!/Animal's World
- 1971 - I Saw Her Standing There/Green Ham
- 1972 - Fly/No Need
- 1975 - Purple Haze/Making You Feel Right
- 1977 - Baby You/I'm Going

## Membres

### Derniers membres
- Benjamin « Beni » Jaeger - chant
- Vic Vergeat - guitare, chant, clavier, piano, mellotron
- Werner Fröhlich - basse, chant, synthétiseur
- Cosimo Lampis - batterie, congas, percussion, chant

### Anciens membres
- André Buser - basse
- Caesar Perrig - basse
- Kelvin Bullen - basse
- Claudio Salsi - batterie